# Siebenter des Adar
Nach der jüdischen Tradition steht der Siebente Adar für den Geburts- und Todestag Moses. Traditionell wird angenommen, dass Mose im Adar aleph geboren wurde und im Adar bet starb.
Orthodoxe Juden fasten am 7. Adar und beten einen speziellen Tikkun, vor der nächtlichen bzw. frühmorgendlichen synagogalen Lesung. An diesem Tag versammeln sich die traditionell jüdische Beerdigungsgemeinschaften.
Laut der Bibel (Dtn 34,6 ) ist der Todesort Moses unbekannt. Bezugnehmend auf diese Tradition werden an diesem Tag die gefallenen Soldaten der Israelischen Verteidigungsstreitkräfte geehrt, deren Leichen nicht gefunden oder identifiziert werden konnten. Auf dem Herzlberg gibt es eine Erinnerungsmauer mit den Namen der gefallenen Soldaten.